# جیمز فولی (روزنامه‌نگار)
جیمز رایت فولی (به انگلیسی: James Wright Foley) (زاده ۱۸ اکتبر ۱۹۷۳ – درگذشته در اوت ۲۰۱۴) عکاس خبری اهل ایالات متحده بود که برای چندین نشریه از جمله ستاره ها و راه راه ها کار می‌کرد. او در سال ۲۰۱۲ در سوریه درحالی که برای نشریه گلوبال‌پست کار می‌کرد ربوده شد و هم‌اکنون این‌طور ادعا می‌شود که در اوت ۲۰۱۴، توسط دولت اسلامی شام و عراق در یک مکان صحرایی نامشخص سربریده شده‌است. علت سربریدن او حملات هوایی ایالات متحده به مواضع داعش عنوان شده‌است.
او زاده سنبورنویل، نیوهمپشایر بود. در سال ۱۹۹۶ از دانشگاه مارکویت فارغ‌التحصیل شد و در سال ۲۰۰۸ هم از دانشگاه نورت‌وسترن فارغ‌التحصیل شد.
فولی در نوامبر ۲۰۱۲ در سوریه ربوده شد. جای او تا ۱۹ اوت ۲۰۱۴ نامشخص بود، تا اینکه در این روز دولت اسلامی شام و عراق منتشر کرد که در آن فولی یک بیانیه از پیش نوشته‌شده را قرائت می‌کند و از امریکایی‌ها می‌خواهد تا دیگر از دولت ایالات متحده در بمباران مواضع داعش حمایت نکنند. او همچنین عنوان می‌کند که «عاملان واقعی کشته شده او دولت‌مردان آمریکا و سیاست‌های ایالات متحده هستند». سپس شخصی که توسط رسانه‌ها به جان جهادگرا ملقب شده، سر فولی را از بدن جدا می‌کند. سپس یکی از شورشی‌ها ادعا می‌کند که آنها یک روزنامه‌نگار آمریکایی دیگر را در اختیار دارند که استیون جوئل ساتلوف است و اگر آمریکا به حملات خود به مواضع داعش پایان ندهد، او را هم سر خواهند برید.
خانواده فولی مرگ او را تأیید کرده‌اند. مادر او دیانا فولی، اظهار داشت که «او زندگی‌اش را در راه نشان دادن درد و رنج مردم سوریه به دنیا، فدا کرد».
فولی در این ویدئو یک لباس تماماً نارنجی به تن دارد و کنار کسی که انگلیسی را با لهجه بریتانیایی صحبت می‌کند، زانو زده‌است. مادر او ساعاتی پس از منتشر شدن این ویدئو، در فیس‌بوک اظهار داشت که «تاکنون هیچ‌گاه تا این اندازه به فرزند خود افتخار نکرده‌است». همچنین از دولت اسلامی خواست تا دیگر گروگان‌ها را آزاد کند. مشخص نیست که ویدئو سر بریدن فولی در عراق یا سوریه ضبط شده‌است. کاخ سفید هم اعلام کرده‌است که مشغول انجام تحقیقات بر روی این ویدئو است تا صحت یا سقم آن مشخص شود.

## قاتل احتمالی
پس از بررسی ویدئو سربریدن فولی توسط سازمان‌های اطلاعاتی، قاتل احتمالی او را شخصی به نام عبدالمجید ع. خواننده رپ است که ۲۳ سال سن دارد و سابقاً در لندن زندگی می‌کرده‌است. او در یکی از ترانه‌های خود از قتل و انتقام حرف می‌زند. شخصی که فولی را سر می‌برد، به «جان جهادگرا» (به انگلیسی: Jihadist John) معروف شده بود. پدر او شخصی به نام عادل. ع، وکیل مصری بوده که در سال ۱۹۹۳ به لندن پناهنده شده و از آنجا با شبکه القاعده ارتباط برقرار کرده‌است. ترانه‌های عبدالمجید ع حتی از رادیو دولتی بریتانیا نیز پخش شده بودند.
بررسی ویدئو
این تشخیص با استفاده از مدرن‌ترین روش‌های تحلیل و بررسی صدا و تصویر صورت گرفته‌است. بررسی کردن حرکات چشم، قد، فرم دست‌ها، لهجه، لحن صدا و … صورت گرفته‌است. پژوهشگران با بررسی این ویدئو دریافتند که قاتل فولی در فیلم، شخصی چپ‌دست است، لهجه‌ای متعلق به جنوب لندن دارد، تحصیلات متوسطه را به پایان رسانده، احتمالاً از نژاد پاکستانی و سومالیایی یا آمریکای لاتینی بوده‌است. همچنین لحن صدا مشخص می‌کرد که قاتل زیر ۳۰ سال سن دارد.
تحلیلگران، به تن کردن لباس نارنجی به تن فولی از جانب داعش را تقلیدی از اعدام‌های القاعده می‌دانند که در اصل کنایه‌ای به مقامات سیاسی آمریکا در خصوص نحوه عملکردشان در خصوص زندانیان حاضر در زندان گوانتانامو می‌باشد. این زندانیان، در طول مدت حبسشان در گوانتانامو، مجبورند چنین لباس‌هایی را بر تن داشته باشند.